# Vysoká nad Kysucou
Vysoká nad Kysucou je naseljeno mjesto u okrugu Čadca u Žilinskom kraju u Slovačkoj.

## Stanovništvo
| Godina:     | 1993. | 2003.   | 2013.   | 2023.   |
| ----------- | ----- | ------- | ------- | ------- |
| Broj ljudi: | 3164  | 3005    | 2734    | 2487    |
| Razlika:    |       | -5,02 % | -9,01 % | -9,03 % |

| Godina:     | 2022. | 2023.   |
| ----------- | ----- | ------- |
| Broj ljudi: | 2520  | 2487    |
| Razlika:    |       | -1,30 % |

Prema podatcima o broju stanovnika iz 2023. godine naselje je imalo 2487 stanovnika.

## Vanjske poveznice
|  | Zajednički poslužitelj ima još gradiva o temi Vysoká nad Kysucou |

- Službena stranica naselja (sl.)